# Queeny Rajkowski
Queeny-Aimée Magdalena Rajkowski (Nijmegen, 17 november 1988) is een Nederlands politica, die sinds de verkiezingen van 2021 namens de Volkspartij voor Vrijheid en Democratie (VVD) in de Tweede Kamer zit. Daarvoor was ze tussen 2014 en 2021 lid van de Utrechtse gemeenteraad.

## Jeugd en opleiding
Rajkowski is de dochter van een Poolse vader, die leraar en ondernemer was, en een half Nederlandse en half Poolse moeder, die als leidinggevende bij de provincie Gelderland werkte. Ze heeft een jongere zus en groeide op in Arnhem, waar ze naar het Stedelijk Gymnasium ging. Rajkowski verhuisde naar Utrecht om economie aan de universiteit te studeren en ze was daar lid van de studentenvereniging Unitas. Na een jaar stapte Rajkowski over naar bestuurskunde aan de Universiteit Leiden en werd ze lid van de Jongerenorganisatie Vrijheid en Democratie (JOVD), de onafhankelijke jeugdtak van de VVD.

## Carrière
Rajkowski liep tussen maart en juli 2012 stage bij de VVD-fractie en werd in september 2013 opgenomen als lid in het campagneteam voor de gemeenteraadsverkiezingen van 2014 in Utrecht. Ze werd tot lid van de Utrechtse gemeenteraad verkozen in maart 2014 toen ze als vijfde op de kandidatenlijst van de VVD stond. Ze werd woordvoerder van haar partij op het gebied van veiligheid. Daarnaast was ze werkzaam voor de gemeente Utrecht sinds 2013. Vervolgens had ze onderwijsgerelateerde functies bij Orion Duurzaam Leren en internetbedrijf eFocus voordat ze in 2016 bij Valtech aan de slag ging, waar ze later head of learning and development was. Als gemeenteraadslid bekritiseerde Rajkowski de beslissing van SPO, de verantwoordelijke voor het openbaar basisonderwijs in Utrecht, om geen Zwarte Pieten meer toe te laten bij Sinterklaasvieringen, omdat er niet genoeg inspraak van de ouders zou zijn geweest. Ook was ze voorstander van het sluiten van de tippelzone in Utrecht om deze te vervangen door raamprostitutie.
Bij de gemeenteraadsverkiezingen in 2018 was Rajkowski de nummer twee van de VVD in Utrecht en werd ze herkozen. Ze werd vice-fractievoorzitter en haar portefeuille bevatte onder andere veiligheid, werk en inkomen. Toen bekend werd gemaakt dat de herdenking van de aanslag in Utrecht op 18 maart 2019 zou worden afgelast in 2020 vanwege de coronapandemie, riep Rajkowski Utrechters op om één minuut stilte met een kaarsje te houden.
In 2021 stond ze als dertiende op de kandidatenlijst van de VVD voor de Tweede Kamerverkiezingen. Op haar werden 3246 voorkeurstemmen uitgebracht. Rajkowski werd op 31 maart geïnstalleerd als Tweede Kamerlid. Ze was het eerste Kamerlid met een Poolse achtergrond. Rajkowski had al afscheid genomen van de Utrechtse gemeenteraad in februari en ze vertrok ook bij Valtech. In de Tweede Kamer is ze woordvoerder over digitalisering, overheids-IT, telecommunicatie, cybersecurity en de AIVD. Rajkowski is lid van de vaste commissies voor Binnenlandse Zaken, voor Digitale Zaken, voor Economische Zaken en Klimaat en voor Justitie en Veiligheid. Ze pleitte tijdens de Russische invasie van Oekraïne in 2022 voor het plaatsen van Russische hackers op de Europese sanctielijst. Ook stelde Rajkowski een verbod voor op technologie om deepfakes te maken vanwege het mogelijke gebruik voor wraakporno en politiek bedrog. Wel wilde ze een mogelijke uitzondering voor commerciële doeleinden. De Tweede Kamer steunde in november 2022 een motie van Rajkowski die het kabinet opriep om te werken aan een wetsvoorstel voor een verbod. Van 8 december 2023 tot 29 maart 2024 was ze met zwangerschapsverlof. Ze was in december al hoogzwanger, maar had het verlof bewust uitgesteld tot na de installatie van de nieuwe Tweede Kamer, wegens inflexibele verlofregels.

## Persoonlijk
Rajkowski trouwde in 2022. Begin 2023 nam ze deel aan de kennisquiz De slimste mens van KRO-NCRV, waar ze vier afleveringen overleefde. De eerste daarvan werd door ruim 2,5 miljoen mensen bekeken.